# Jakobstads rådhus
Rådhuset i Jakobstad är en träbyggnad vid östra sidan av Jakobstads torg. Den är byggd specifikt som stadshus. Huset ritades av arkitekten Georg Wilenius och det stod färdigt 1877. Jakobstads stadsfullmäktige sammanträder fortfarande där.
Jakobstads historiska stadskärna hör till de områden som av Museiverket klassas som  byggda kulturmiljöer av riksintresse.

## Historia
År 1875 trädde den nya lagen om kommunalförvaltningen i kraft. Den avskaffade de tidigare råden och införde kommunfullmäktige. Lagen utökade städernas administration och också antalet tjänstemän. För att fylla administrationens behov började man bygga stadshus som var större än de gamla rådhusen. Jakobstads rådhus byggdes egentligen alltså som ett stadshus trots sitt namn. Rådhuset representerar de första stadshusen som byggdes i slutet av 1800-talet. Träbyggnaden i två våningar planerades av första arkitekten Georg Wilenius vid Överstyrelsen för allmänna byggnader. Stadshuset stod färdigt 1877.

### Källaren
Rådhusets källare är murad av tegel och byggd redan 1854-1855. Källarens tegelväggar vilade ursprungligen på stockar. Efter att källaren murats tog bygget en paus på nästan 20 år. Den ursprungliga planen var att huset också skulle byggas i sten, men planen övergavs på grund av kostnaderna och huset uppfördes i trä.

## Användning och skick
Användningen av huset har varit begränsad p.g.a. att sättningar i grunden har förekommit. Omkring år 2004 observerades hårfina sprickor i källaren. Vid kontrollmätningar visade det sig att sprickorna växte. Byggverksamhet i omgivningen och sänkningen av grundvattennivån hade skadat stockarna under grunden. I samband med byggandet av parkeringshuset under torget har grunden säkrats.